# مجلس الشيوخ اللبناني
مجلس الشيوخ اللبناني هو الغرفة الثانية في البرلمان اللبناني أنشأ بموجب الدستور اللبناني الصادر في 23 أيار 1926 وتم إلغاؤه بموجب القانون الدستوري الصادر في 17 تشرين الأول 1927 بإيعاز من سلطات الانتداب وضُمّ أعضاؤه لمجلس النواب بعدما تبيّن أنه يعرقل الحياة البرلمانية، جرى الحديث في الأوساط اللبنانية عن إعادة إحياءه في الآونة الأخيرة خصوصاً بعد اتفاق الطائف وصدور القانون الدستوري رقم 18 بتاريخ 21 أيلول 1990 والذي أقر إعادة إنشاءه بموجب المادة 22 من الدستور كمخرج للخروج من الطائفية السياسية في مجلس النواب اللبناني.

## تكوينه
كان مجلس الشيوخ قبل إلغاءه يتألف من ستة عشر عضواً يعين رئيس الحكومة سبعة منهم بعد استطلاع رأي الوزراء وينتخب الباقون وتكون مدة عضو مجلس الشيوخ ست سنوات ويمكن أن يعاد انتخاب الشيوخ الذين انتهت مدة ولايتهم أو أن يجدد تعيينهم على التوالي (وفقاً لأحكام المادة 22 من الدستور قبل ألغاءها بالقانون الدستوري عام 1927).
وكان يشترط في عضو مجلس الشيوخ أن يكون لبنانياً بالغاً من السن خمساً ثلاثين سنة كاملة· ولا يشترط في صحة انتخاب أو تعيين عضو في مجلس الشيوخ أن يكون مقيماً في لبنان الكبير في موعد الانتخابات (وفقاً لأحكام المادة 23 من الدستور قبل إلغاؤها بالقانون الدستوري عام 1927)، وكان للشيوخ وحدهم الفصل بصحة بعضويتهم
و كان يتم توزيع المقاعد في مجلس الشيوخ على الطوائف بالشكل الآتي: 5 موارنة 3 سنيون 3 شيعيون 2 أرثوذكس 1 كاثوليك 1 درزي 1 اقليات (وفقاً لأحكام المادة 96 من الدستور قبل ألغاءها بالقانون الدستوري عام 1947).
علماً أن الجمع بين عضوية مجلس الشيوخ ومجلس النواب لم تكن جائزة ولم يصدر القانون الذي ينظم العضوية في مجلس الشيوخ بسبب قصر عمره علماً أن الجمع بين عضوية مجلس الشيوخ والوزارة كان جائزاً.

## تنظيمه
نصت المادة 43 من الدستور قبل تعديلها عام 1927على:"
لكل من المجلسين أن يضع نظامه الداخلي«لكن هذا النظام لم يصدر بسبب قصر عمر المجلس وجرى تنظيمه بواسطة قواعد دستورية عامة مثل المادة 99 التي كانت تنص:» على مجلس الشيوخ المنشأ حديثاً حينما يدعوه المفوض السامي للانعقاد للمرة الأولى أن يعمد إلى انتخاب رئيس ونائب رئيس وسكرتيرين على الطريقة المنصوص عليها في المادة الـ 44 من هذا الدستور وله في كل مرة يجدد انتخابه أن يعمد إلى الطريقة نفسها وعلى مجلس النواب أيضاً في كل مرة يجدد انتخابه ويدعى للاجتماع للمرة الأولى أن يعمد إلى انتخاب هيئة موظفيه على الشكل المشار إليه في المادة الـ 44.
كل هيئة تنتخب في كل من المجلسين على هذه الصورة يجب أن لا تتجاوز مدتها أكثر من عقد شهر تشرين الذي يلي"
واستطراداً نصت المادة 44 قبل تعديلها عام 1927 على«عند افتتاح عقد تشرين الأول يجتمع كل من المجلسين برئاسة أكبر اعضائه سناً ويقوم العضوان الأصغر سناً بينهم بوظيفة سكرتير ويعمد إلى تعيين الرئيس ونائب الرئيس والسكرتيرين كل منهم على حدة بالاقتراع السري وبالغالبية المطلقة من أصوات المقترعين وتبنى النتيجة في دورة الاقتراع الثالثة على الغالبية النسبية وإذا تساوت الأصوات فأكبر المرشحين سناً يعد منتخباً»
علماً أن رئيس مجلس الشيوخ كان يتراس المجلسين عندما يجتمعان معاً ويسمى حينها عمدة البرلمان 
وهو الذي يحفظ النظام داخل مجلس الشيوخ ورئيس مكتبه وكان مجلس الشيوخ يجتمع في دورتين عاديتين الأولى تبدأ يوم الثلاثاء الذي يلي الخامس عشر من شهر آذار وتتوالى جلساته حتى نهاية شهر أيار والعقد الثاني يبتدئ يوم الثلاثاء الذي يلي الخامس عشر من شهر تشرين الأول وتخصص جلساته بالبحث في الموازنة والتصويت عليها قبل كل عمل آخر وتدوم مدة العقد إلى آخر السنة، ويمكن فتح دورات استثنائية عند الضرورة بمرسوم يتخذ من قبل رئيس الجمهورية.
وقد جرى تعيين أول مجلس شيوخ في نفس اليوم الذي أقر فيه الدستور بموجب المادة 98 من الدستور التي نصت:«تسهيلاً لوضع هذا الدستور موضع الاجراء في الحال وتأميناً لتنفيذه بتمامه يعطى لفخامة المفوض السامي للجمهورية الفرنسوية الحق بتعيين مجلس الشيوخ الأول المؤلف وفاقاً لأحكام المادة الـ 22 والـ 96 إلى مدى لا يتجاوز سنة 1928» وباشر فوراً بالقيام بمهامه فانتخب بالاشتراك مع مجلس النواب رئيساً للجمهورية بعد ثلاثة أيام من تعيينه أي في26أيار 1926.

## صلاحياته
يمكن قسمة الاختصاصات التي كان يتمتع بها مجلس الشيوخ قبل الإغاءه إلى عدة أقسام:
- الاختصاص التشريعي العام: لم يكن للشيوخ حق اقتراح القوانين كما كان الأمر بالنسبة للنواب إنما كانت موافقة مجلس الشيوخ على القوانين موافقة لاحقة حيث نصت المادة 19 من الدستور قبل الغاءها عام 1927 على مايلي:"في الأصل لا ينشر قانون إلا بعد أن يقره المجلسان· على أن القوانين التي تقترحها الحكومة ويصدقها مجلس النواب أو يشرعها مجلس النواب ويقرها بالاتفاق مع الحكومة لا تطرح على مجلس الشيوخ إلا بناء على طلبه·

إن القوانين المذكورة تبلغ مجلس الشيوخ فإذا شاء هذا المجلس أن يضعها قيد البحث وجب عليه أن يعلم الحكومة برغبته في خلال ثمانية أيام، حتى إذا انقضت هذه المهلة ولم يفعل حسب موافقاً عليها"
- الاختصاص التشريعي المالي: نصت المادة 18 من الدستور قبل تعديلها بالقانون الدستوري عام 27 على مايلي:«لرئيس الجمهورية ومجلس النواب حق اقتراح القوانين· أما القوانين المالية فإنه يجب أن تطرح بادئ ذي بدء على مجلس النواب ليتناقش فيها» لذلك فإن القوانين المالية كانت تطرح أولاً على مجلس النواب ثم فيما بعد على مجلس الشيوخ.وكان مجلس الشيوخ يشترك في إقرار الموازنة العامة للدولة.
- الوظيفة السياسية: كان للشيوخ كما للنواب الحق في منح الثقة للحكومة وسحبها منها كما كان لهم الحق في سؤالها واستجوابها والتحقيق البرلماني.
- اختصاصات متفرقة: مثل انتخاب رئيس الجمهورية مع مجلس النواب وتعديل الدستور والمجلس الأعلى لمحاكمة الرؤساء

## إلغاؤه
تم إلغاء مجلس الشيوخ اللبناني بموجب القانون الدستوري الصادر في 17 تشرين الأول عام 1927 بعد ما تبين أنه يعرقل أعمال الحكومة ويعيق الحياة البرلمانية وذلك بإيعلاز من سلطات الانتداب آنذاك.

## مجلس الشيوخ حديثاً
نصت المادة 22 من الدستور بعد إنشاءها بموجب القانون الدستوري الصادر في 21 أيلول 1990 على ما يلي:«مع انتخاب أول مجلس نواب على أساس وطني لا طائفي يستحدث مجلس للشيوخ تتمثل فيه جميع العائلات الروحية وتنحصر صلاحياته في القضايا المصيرية».لكن إبهام هذه المادة وعدم وضوحها لجهة كيفية تشكيل مجلس الشيوخ وتحديد القضايا التي تنطبق عليها صفة المصيرية وقضايا أخرى جعلت هذا المجلس لايبصر النور حتى يومنا هذا لكن يستفاد من هذه المادة نقطتين:
- إن مجلس الشيوخ الحديث يعمل على تمثيل الطوائف اللبنانية بشكل عادل مقابل جعل مجلس النواب وطنياً لا طائفياً وهذا أمر يجب أن يؤخذ بالاعتبار عند بحث تشكيله.
- إنه وإن لم تحدد القضايا المصيرية في هذه المادة بالذات فإننا يمكن أن نجدها في مكان آخر من الدستور وهو المادة 65 فقرة 5 تحت عنوان المواضيع الأساسية التي تحتاج لموافقة ثلثي أعضاء مجلس الوزراء وهي: تعديل الدستور، اعلان حالة الطوارئ والغاؤها، الحرب والسلم، التعبئة العامة، الاتفاقات والمعاهدات الدولية، الموازنة العامة للدولة، الخطط الإنمائية الشاملة والطويلة المدى، تعيين موظفي الفئة الأولى وما يعادلها، إعادة النظر في التقسيم الإداري، حلّ مجلس النواب، قانون الانتخابات، قانون الجنسية، قوانين الأحوال الشخصية، اقالة الوزراء·

مع زيادة أو إنقاص بعض منها تبعاً لوضعية المجلس وأهمية باقي المواضيع.
علماً أنه يُنصح للتهرب من دهاليز هذه المادة وإبهامهاوالمشاكل التي تطرحها بتعديل دستوري للمادة 22 آنفة الذكر يكون الحل الناجع ويستتبع بقانون خاص لتشكيل المجلس.ومن المعروف أن فخامة رئيس الجمهورية اللبنانية العماد ميشال سليمان قد أكد في عدة مناسبات على ضرورة إنشاء مجلس الشيوخ وهو يدفع بقوة في هذا الإتجاه.